# Ella es Cristina
Ella es Cristina es una película chilena de 2019, escrita y dirigida por Gonzalo Maza. Fue protagonizada por Mariana Derderián, Paloma Salas y Roberto Farías. La cinta, que contó con la colaboración de Salma Hayek como productora ejecutiva, es el largometraje debut de Maza como director.

## Argumento
Cristina (Mariana Derderián) es una dibujante que está separada de su marido Rubén (Néstor Cantillana), un egocéntrico caricaturista. A pesar de que están realizando los trámites para divorciarse, la protagonista aun no logra superar a su expareja, lo que provoca que se pelee con su mejor amiga, Susana (Paloma Salas). Inmersa en una sensación de incertidumbre personal y profesional, Cristina trata de rearmar su vida, pero debe enfrentar una serie de obstáculos, incluida una relación sentimental con el profesor de su taller de guion, Rómulo (Roberto Farías).

## Reparto
- Mariana Derderián como Cristina.
- Paloma Salas como Susana.
- Roberto Farías como Rómulo.
- Néstor Cantillana como Rubén.
- Daniela Castillo Toro como Luciana.
- Alejandro Goic como Pablo.
- Claudia Celedón como Andrea.
- Bernardo Quesney como Marcelo.
- Paola Lattus como Dani Pecosa.
- Omar Morán como Miguel.
- Lux Pascal como Nicolás.
- Nona Fernández como Antonia.
- Camila Le-Bert como Camila.
- Sebastián Lelio como Alejandro.

## Premios
| Año  | Premio                                  | Categoría                                    | Receptor(es)      | Resultado |
| ---- | --------------------------------------- | -------------------------------------------- | ----------------- | --------- |
| 2020 | Festival Internacional de Cine de Miami | Premio Jordan Ressler a la mejor ópera prima | Gonzalo Maza      | Ganador   |
| 2021 | Premios Caleuche                        | Mejor actriz protagónica                     | Mariana Derderián | Nominada  |
| 2021 | Premios Caleuche                        | Mejor actor de soporte                       | Lucas Balmaceda   | Nominado  |